# Aaptos pernucleata
Aaptos pernucleata är en svampdjursart som först beskrevs av Carter 1870.  Aaptos pernucleata ingår i släktet Aaptos och familjen Suberitidae.
Artens utbredningsområde är Bahamas. Inga underarter finns listade i Catalogue of Life.